# Charles Cartier-Bresson
Pour les articles homonymes, voir Cartier et Bresson.
Charles Bernard Cartier-Bresson (17 juillet 1853 à Paris-19 mai 1921 à Nancy) est un industriel du textile, fils de Claude Cartier, gendre d'Alphonse Bresson et époux de l'héritière des merceries Bresson, dont l'usine de fil à coudre déménage aux Quatre-Chemins de Pantin en 1859. Il a été un grand collectionneur d'art français, spécialisé notamment dans les œuvres en provenance du Japon. Il est le grand-oncle du photographe Henri Cartier-Bresson.

## Biographie
Arrivé en Lorraine occupée en 1872, en particulier à Luvigny d'où il prospecte pour trouver divers sites pour délocaliser une partie des ateliers de Pantin à l'étroit, le jeune homme mandé par son père s'installe après 1873 à Celles-sur-Plaine dans les Vosges afin de développer une filature et des ateliers dans les villages de Pierre-Percée et du Val d'Allarmont. La filature Cartier-Bresson et son extension vosgienne restent dans le cadre d'une entreprise familiale avec ses deux frères.
Charles Cartier, déjà domicilié à Celles, épouse Marie-Louise Chenut, fille du juge de paix Émile Chenut, le 10 septembre 1875 à Nancy
L'industriel paternaliste est maire de la commune de Celles-sur-Plaine en 1888, et le reste jusqu'à sa mort, bien qu'il ait fait construire en deux années, de 1888 à 1890, un magnifique hôtel particulier rue de Ravinelle pour son épouse Marie-louise à Nancy. Il fréquente activement le milieu artistique lorrain de la Belle Époque, notamment Roger Marx et René Wiener, et adhère à la Société d'archéologie Lorraine.
Il est autorisé, avec sa famille étendue où figure les fils de ses frères, ou ses petits-neveux, dont l'un est le père d'Henri Cartier-Bresson, à porter le nom Cartier-Bresson après 1897.
Il fait relier en 1907 Celles-sur-Plaine et l'ensemble de la vallée de la Plaine par un tramway ou petit train connecté au chemin de fer de la vallée de la Meurthe, pour le profit de son importante usine et de ses ateliers en amont. 
Pendant la Première Guerre mondiale, il accueille, de façon calme et digne, dans la nuit du 23 au 24 août 1914 les troupes badoises faisant irruption dans la commune pour protéger la population. Il est par la suite pris en otage et menacé de mort.
L'entreprise Cartier-Bresson fusionne en 1925 avec la société Thiriez, qui assurait l'exploitation de Celles-sur-Plaine après la mort de Charles en 1921.

## Collection Cartier-Bresson
Il commence en 1889, au contact de son beau-frère Paul Brenot, une collection d'objets d'extrême-orient, fréquentant les salles de ventes de Paris auprès de Edmond de Goncourt et Philippe Burty ; celle-ci  comporte 1744 objets à sa mort. 
Une partie de sa collection a été léguée au musée des beaux-arts de Nancy en 1936. Exposées jusqu'en 1939, elles sont ensuite mises en réserves pendant la Seconde Guerre mondiale; dévalorisées dans la seconde partie du XXe siècle, elle manque d'être vendue dans les années 1970. Cette collection fait l'objet d'une exposition temporaire en 2011, Un goût d'Extrême-Orient, qui est pour le musée l'occasion d'effectuer quelques restaurations et de profiter de la nouvelle muséographie pour inclure des pièces de cette collection dans l'exposition permanente,.

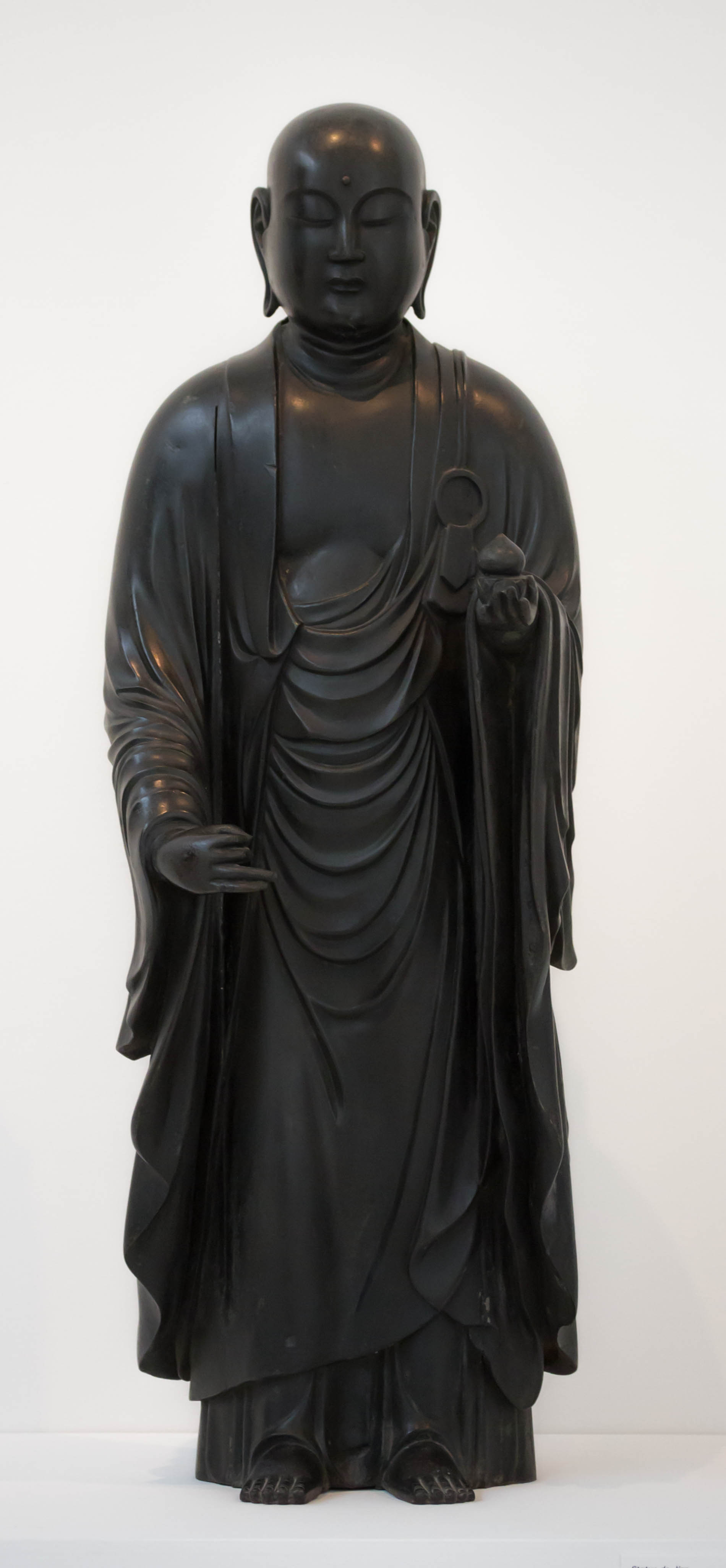
Statue de Jizo en bronze, XVIIIe siècle
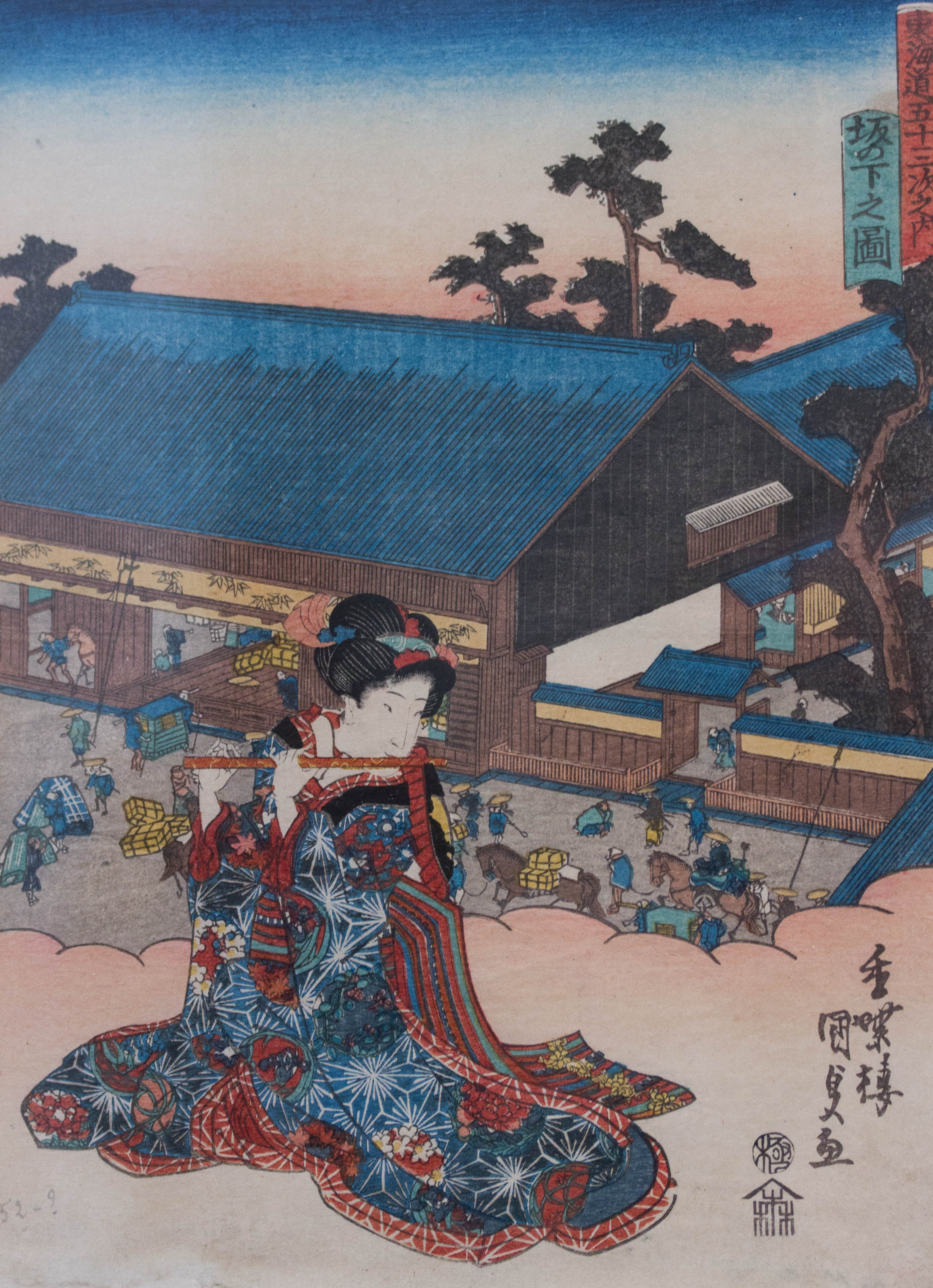
Les cinquante-trois relais du Tôkaidô : Sakanoshita, Utagawa Kunisada, vers 1838
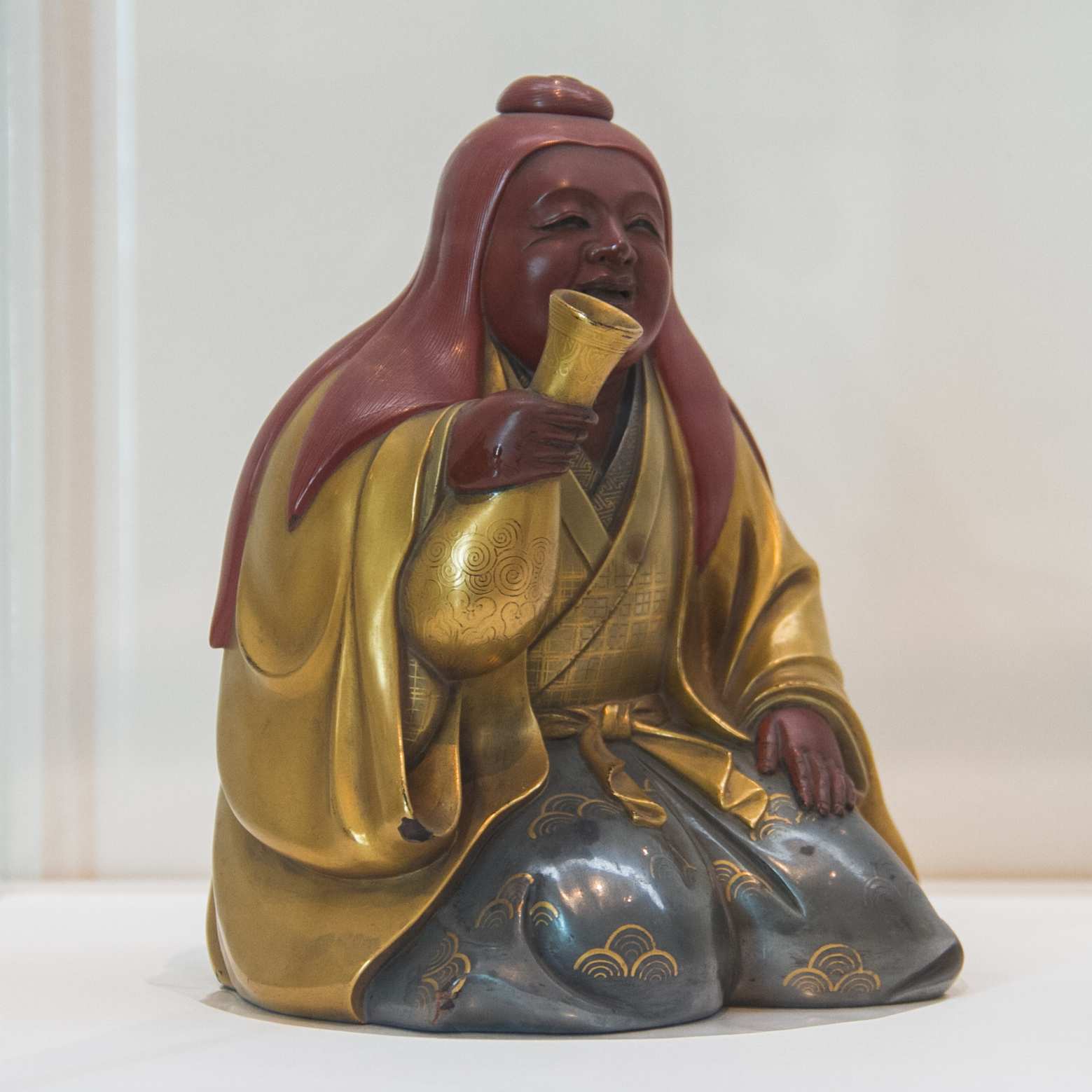
Bouteille de saké en laque polychrome, 1868
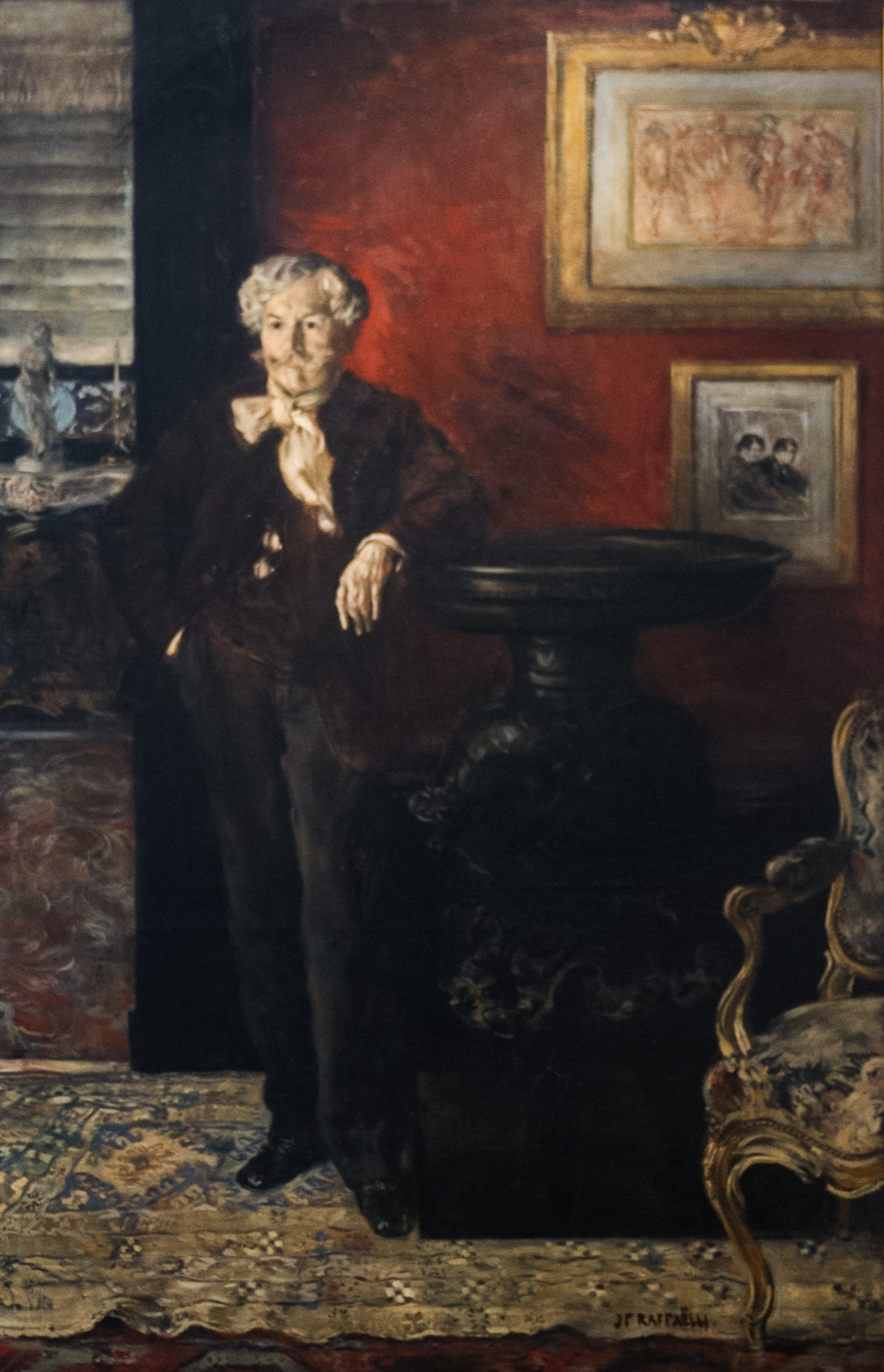
Portrait d'Edmond de Goncourt, Jean-François Raffaëlli, 1888

## Récompenses et distinctions
- Croix de guerre 1914–1918
- Chevalier de la Légion d'honneur (1921)[10]